# Брандушка різнобарвна
Брандушка різноба́рвна, або брандушка різнокольорова (Colchicum bulbocodium versicolor syn. Bulbocodium versicolor) — багаторічна рослина родини пізньоцвітових. Вид занесений до Червоних книг України, Молдови, Росії. Декоративна і лікарська культура.

## Опис
Трав'яниста рослина заввишки 8–15 см, геофіт, весняний ефемероїд. Бульбоцибулина яйцеподібна, з чорно-бурими оболонками. Листків розвивається зазвичай по 3 штуки, вони темно-зелені, ланцетно-лінійні, з ковпачкоподібною верхівкою. Квіти поодинокі або скупчені по 2–4 штуки, лілові, завдовжки 2–4 см, з'являються одночасно з листками. Плід — видовжена або видовжено-яйцеподібна коробочка.

## Поширення
Ареал виду охоплює Центральну, Східну і Південну Європу — від Альп на заході до Приволзької височини на сході і Піренеїв на півдні. Окремі осередки розташовані в Угорщині, Румунії, Сербії, Італії, Австрії. На теренах України брандушка різнобарвна доволі поширена, але найбільша чисельність спостерігається у степових і лісостепових зонах Лівобережжя. Поза центром розповсюдження знаходиться осередок на Прут-Дністровській рівнині. Щільність виявлених популяцій коливається в дуже широких межах: від 2 до 160 особин на м2.

## Екологія
Рослина світлолюбна, морозостійка, помірно посухостійка. Зростає у степах, на схилах балок між лучними степами і широколистяними лісами, рідше — на підвищених ділянках заплав, субальпійських луках. Висотний діапазон становить 500–2000 м над рівнем моря.
Квітне в лютому-квітні, плодоносить в травні. Розмножується насінням та вегетативно. Як ефемероїд, ця квітка розвивається доволі швидко цвітіння усієї популяції триває приблизно 2–3 тижні, окрема квітка залишається відкритою протягом 8–10 днів.

## Значення і статус виду
Для брандушки різнобарвної загрозу становлять розорювання, терасування та заліснення схилів, надмірне випасання худоби, збирання квітів для букетів. Рослина охороняється у природних заповідниках «Єланецький степ», Луганському, Українському степовому, в ландшафтному парку «Тилігульський», заказиках і пам'ятках природи.

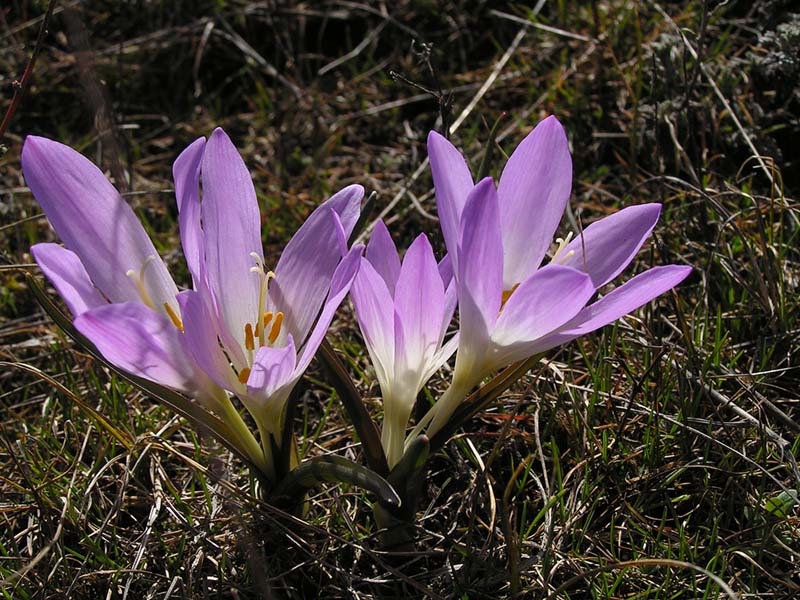
Брандушка різнобарвна.

Вид культивують в Національному ботанічному саді імені Миколи Гришка, Донецькому, Криворізькому, Чернівецькому ботанічних садах (останній при університеті). Хоча за декоративними якостями брандушка різнобарвна мало поступається добре відомим пізньоцвітам, в аматорському квітникарстві її використовують рідко, переважно висаджуючи в альпінаріях.

## Синоніми
- Bulbocodium ruthenicum Bunge
- Bulbocodium vernum L. subsp. versicolor (Ker Gawl.) K. Richt.
- Colchicum bulbocodium subsp. versicolor (Ker Gawl.) K.Perss.